# کارل گوستاو یاکوب یاکوبی
کارل گوستاو یاکوب یاکوب  (به آلمانی: Carl Gustav Jacob Jacobi) (; آلمانی: [jaˈko:bi] (زاده ۱۰ دسامبر ۱۸۰۴ در پتسدام، - درگذشته ۱۸ فوریه ۱۸۵۱ در برلین) ریاضیدان آلمانی بود.

## زندگی
یاکوب در یک خانواده یهودی در پوتسدام متولد شد. او در دانشگاه برلین تحصیل کرد و دکترای خود را سال ۱۸۲۵ به دست آورد. از ۱۸۲۷ تا ۱۸۴۲ استاد ریاضیات در دانشگاه کونیگزبِرگ (کالینینگراد امروزی) بود.
یاکوب پدیدآورنده نظریه توابع بیضوی است و در نظریه اعداد نیز، خدمات شایسته‌ای کرده‌است. از دیگر کارهای او می‌توان، پژوهش بر روی هندسه دیفرانسیلی و معادلات دیفرانسیل جزئی در ریاضی-فیزیک نام برد.
ماتریس ژاکوبی، معادله همیلتون-ژاکوبی، روش ژاکوبی و بالاخره یک گودال بر روی سطح ماه نیز به نام او نامگذاری شده‌اند.